# Sardinella maderensis
L'alaccia di Madera (Sadinella maderensis) è un pesce di mare appartenente alla   famiglia Clupeidae.

## Distribuzione e habitat
Si tratta di una specie presente nell'Oceano Atlantico orientale, limitatamente alle fasce tropicali e subtropicali e nel mar Mediterraneo meridionale da cui è penetrata nel canale di Suez. In seguito al fenomeno della meridionalizzazione del Mediterraneo questa specie si incontra con sempre maggiore frequenza nelle acque italiane, dove fino a pochi anni fa era del tutto assente. Le segnalazioni nei nostri mari provengono soprattutto dalla Sicilia.

Le abitudini sono simili a quelle della più comune alaccia ma ha una certa capacità di sopportare l'acqua salmastra per cui la si può incontrare all'interno di lagune ed estuari.

## Descrizione
Appare molto simile all'alaccia da cui si può distinguere per i seguenti caratteri:
- pinne ventrali con 8 raggi (9 in S. aurita)
- all'inizio della pinna dorsale c'è una macchia nera mentre in S. aurita c'è una macchia alla base della pinna pettorale
- una macchia nera, di solito ben visibile, è presente anche sul fianco, immediantamente dietro l'opercolo branchiale
- il corpo è più alto e meno slanciato
- l'apice di entrambi i lobi della pinna caudale è nero.

Il colore è blu sul dorso e bianco argento sul ventre ed i fianchi, che sono attraversati da una vistosa linea dorata.

Raggiunge i 30 cm di lunghezza.

## Alimentazione
Si ciba di organismi planctonici.

## Riproduzione
Avviene in estate.

## Pesca
Si cattura assieme alle alacce o altri clupeidi ma abbocca anche agli ami, sia alle esche naturali che artificiali. Le carni sono simili a quelle della congenere e sui mercati italiani non si trovano quasi mai.